# Talismania
Talismania — рід риб родини Alepocephalidae. Характеризується наявністю зубів на верхньощелепній кістці та супротивними спинним і анальним плавниками; у придонних видів дуже сильно подовжений верхній промінь у грудних плавцях, який слугує, ймовірно, сенсорним органом. До складу даного роду входять вісім видів. Два з них (Talismania aphos і Talismania antillarum) дрібні, що не перевищують в довжину 15-20 см, зустрічаються в мезо- і батіпелагіалі неподалік від материкового схилу або талассобатіальної зони. Перший з цих видів — ендемік перуансько-чилійських вод, другий поширений дуже широко, зустрічається у всіх океанах. Інші види відносяться до батально-пелагічної фауні. З них найбільш відомий Talismania longifilis, широко поширений в східній частині Атлантичного океану і в Індо-Вест-Пацифік. Цей і ще один вид (Talismania mekistonema) зустрічаються і на підводних хребтах і височинах. Решта видів мають обмеженіші ареали і не зустрінуті за межами материкового схилу, хоча молодь деяких (наприклад, східно-тихоокеанської Talismania bifurcata) часто виноситься за межі батіальних зони.

## Види
Містить 11 видів:
- Talismania antillarum (Goode & Bean, 1896) (Antillean smooth-head)
- Talismania aphos (Bussing, 1965)
- Talismania bifurcata (Parr, 1951) (Threadfin slickhead)
- Talismania brachycephala Sazonov, 1981
- Talismania bussingi Sazonov, 1989
- Talismania filamentosa Okamura & Kawanishi, 1984
- Talismania homoptera (Vaillant, 1888) (Hairfin smooth-head)
- Talismania kotlyari Sazonov & Ivanov, 1980
- Talismania longifilis (Brauer, 1902) (Longtail slickhead)
- Talismania mekistonema Sulak, 1975 (Threadfin smooth-head)
- Talismania okinawensis Okamura & Kawanishi, 1984